# ISO 3166-2:UM
Die Liste der ISO-3166-2-Codes für die United States Minor Outlying Islands enthält die Codes für die neun Inselterritorien der Vereinigten Staaten.

Die Codes bestehen aus zwei Teilen, die durch einen Bindestrich voneinander getrennt sind. Der erste Teil gibt den Landescode gemäß ISO 3166-1 (für die United States Minor Outlying Islands UM), der zweite den Code für das Territorium (Atoll oder Insel) wieder.
Die aktuellen Codes stehen auf der Seite der ISO unter #iso:code:3166:UM zur Verfügung.

| Territorium   | Code  |
| ------------- | ----- |
| Bakerinsel    | UM-81 |
| Howlandinsel  | UM-84 |
| Jarvisinsel   | UM-86 |
| Johnstoninsel | UM-67 |
| Kingmanriff   | UM-89 |
| Midwayinseln  | UM-71 |
| Navassa       | UM-76 |
| Palmyra       | UM-95 |
| Wake          | UM-79 |